# Picumnus olivaceus
Picumnus olivaceus là một loài chim trong họ Picidae.